# Dora☆dora
dora☆dora(ドラドラ)とは麻雀ZOO発の日本のアイドルグループ。
池袋のZOO池袋西口総本店1Fにあるコンセプトカフェ「ZooStage」を本拠地として定期公演をおこなう他、主催イベント「SUPER REACH FES」の開催、麻雀大会の開催などをおこなっていた。解散後、一部を除いた楽曲は「Lore☆Eternal」「Lore☆Restart」「Lore☆Next」へ引継ぎとなった。 

## 概要
麻雀アイドルをコンセプトとしており、ライブ等の一般的なアイドル活動の他に主催麻雀大会への出場や麻雀関連番組への出演など独自の活動をおこなう。コンセプトにちなみ各メンバーに東南西北白發中の「担当牌」が割り振られているのが特徴。

## メンバー

### 最終メンバー
| 氏名         | よみ             | 誕生日  | ユニットとしての活動時期 | 担当牌 | 愛称       | 出身地 | 備考                                                      |
| ------------ | ---------------- | ------- | ------------------------ | ------ | ---------- | ------ | --------------------------------------------------------- |
| 東水ひなた   | はるみひなた     | 4月17日 | 2016年1月1日-            | 東     | ひなた     | 宮城県 | 元キラキラ☆プリンセス、解散後Lore☆Restartプロデューサーへ |
| 森上南       | もりうえみなみ   | 1月21日 | 2014年2月16日-           | 南     | もりちゃん | 島根県 | サブリーダー                                              |
| 西河ロンロン | にしかわろんろん | 1月14日 | 2014年2月16日-           | 西     | ろんろん   | 埼玉県 | リーダー                                                  |
| 春葵のぞみ   | はるきのぞみ     | 5月18日 | 2016年4月2日-            | 發     | のんちゃん | 東京都 | 元キラキラ☆プリンセス、解散後Lore☆Eternalへ               |
| 中神さや     | なかがみさや     | 12月2日 | 2014年3月1日-            | 中     | さあちゅん | 埼玉県 |                                                           |

### 過去のメンバー
- 東方あや - 初期メンバー、東担当
- 東条あゆみ - 東担当
- 中倉静香 - 初期メンバー、中担当、脱退後グラビアアイドルとして活動
- 小白ちえみ - 初期メンバー、白担当、脱退後舞台女優として活動
- 一色葵 - 初期メンバー、發担当、学業に専念するため脱退
- 北咲あやね - 北担当
- 白雪ももか- 白担当

## 略歴
2013年12月麻雀好きの女の子グループ「girlZOO」が結成、翌年それを母体として結成されたアイドルグループがdora☆doraである。
- 2014年 2月16日 東方あや、森上南、西河ロンロン、小白ちえみ、一色葵、中倉静香の6名によって結成。同日1stシングル「恋のリーチ一発ツモ」にてCDデビュー。
- 2015年 6月6日 渋谷Milkywayにて、『1stワンマンライブ～東1局～』開催。新曲の麻雀曲『抱き締め TEN-HOLD』を披露。[2]
- 2016年 4月2日 新宿ReNYにて、『2ndワンマンライブ～東2局～』を開催。
- 2017年 7月21日　『SEKIGAHARA IDOL WARS 2017〜関ケ原唄姫合戦〜』前夜祭予選会最終決戦にて2位を獲得。翌日の本戦でのメインステージ出場が決定。
- 2018年 1月21日　新宿ReNYにて、虹色幻想曲 〜プリズム・ファンタジア〜、アイドル諜報機関LEVEL7 、アンダービースティーとの無料4マンライブ「圧倒的4マン!」を開催[3][4][5][6]。
- 2018年 3月9日　新宿BLAZEにて、『dora☆dora解散ワンマンライブ-ALL LAST-』を開催、同日をもって解散。

## 楽曲
| 発表順 | 発表日         | 曲名                       | 備考 |
| ------ | -------------- | -------------------------- | ---- |
| 1st    | 2014年2月16日  | GOGOまぁ～じゃん!!         |      |
| 2nd    | 2014年2月16日  | 恋のリーチ一発♥ツモ        |      |
| 3rd    | 2014年9月9日   | 届いて～ハイテイラオユエ～ |      |
| 4th    | 2015年2月11日  | We Can Dream!!             |      |
| 5th    | 2015年3月8日   | 23時のシンデレラ           |      |
| 6th    | 2015年6月6日   | 抱き締め TEN-HOLD          |      |
| 7th    | 2015年9月27日  | ムスカリの花               |      |
| 8th    | 2016年1月1日   | 僕はダンサー               |      |
| 9th    | 2016年3月11日  | 虹色                       |      |
| 10th   | 2016年6月29日  | 虹ノ糸                     |      |
| 11th   | 2016年12月13日 | きみ色未来                 |      |
| 12th   | 2017年1月3日   | マッドアルケミスト         |      |
| 13th   | 2017年4月13日  | パノラマ                   |      |
| 14th   | 2017年10月27日 | Storm Love                 |      |